# GCompris
GCompris是一个教育软件包，针对2到10岁的孩子。是KDE和GNU的组成部分，可在FSF维护的自由软件目录中找到。
支持i18n，被翻译成50种语言，并且有由用户提供的语音，目前已有中文版本。为了宣传自由软件，Linux完整版本免费使用，但对于Microsoft Windows用户曾经采用残废软件的形式发布，残废软件版本落后，功能缺失，需要一定费用来得到完整版本。

## 特性
GCompris 有超过 100 种小游戏，例如：
- 电脑探索：键盘，鼠标，各种鼠标手势
- 数学：运算表记忆，枚举，镜像
- 科学：运河水闸，水循环，潜艇，电模拟
- 地理：地图上国家的位置
- 游戏：国际象棋，记忆游戏，4子连珠，分投棋，数独
- 阅读：阅读练习
- 其他：时间的识别，名画拼图游戏，向量绘图，卡通画制作

可以调用Tux Paint

## 历史
第一个版本在2000年，由法国软件工程师Bruno Coudoin开发。这之后，此软件在互联网上传播受到GNU通用公共许可证保护。Linux的教育软件中坚就是众人参与的动力。图像和游戏种类都有很大变化。
法语"J'ai compris"是此软件名的来源：意思是"I have understood-我理解了".